# Peperomia acutifolia
Peperomia acutifolia är en pepparväxtart som beskrevs av C. Dc.. Peperomia acutifolia ingår i släktet peperomior, och familjen pepparväxter. Inga underarter finns listade i Catalogue of Life.